# Stasera a casa di Alice
Pour plus de détails, voir Fiche technique et Distribution.
Stasera a casa di Alice est un film italien réalisé par Carlo Verdone, sorti en 1990, avec Verdone, Sergio Castellitto et Ornella Muti dans les rôles principaux.

## Synopsis
Saverio (Carlo Verdone) et Filippo (Sergio Castellitto) sont deux beaux-frères qui gèrent l'agence de voyage religieuse Urbi et Orbi, propriété de leurs épouses. Alors que Saverio est un homme dévoué à sa femme, Filippo traverse une grave crise conjugale avec sa femme, Gigliola (Cinzia Leone), qui a découvert un flirt entre son mari et Alice (Ornella Muti), une actrice débutante, à qui il prête un entrepôt appartenant à l'agence et dans lequel elle vit, en compagnie de sa sœur dépressive, Valentina (Yvonne Sciò). Saverio tente alors de ramener Filippo à la raison.

## Fiche technique
- Titre : Stasera a casa di Alice
- Titre original : Stasera a casa di Alice
- Réalisation : Carlo Verdone
- Scénario : Leonardo Benvenuti, Piero De Bernardi, Filippo Ascione et Carlo Verdone
- Photographie : Danilo Desideri (it)
- Montage : Antonio Siciliano (it)
- Musique : Gaetano Curreri et Vasco Rossi
- Scénographie : Virginia Vianello (it)
- Producteur : Mario Cecchi Gori et Vittorio Cecchi Gori
- Société de production : Cecchi Gori Group Tiger et Penta Film
- Pays d'origine :  Italie
- Langue : Italien
- Format : Couleur
- Genre : Comédie dramatique
- Durée : 125 minutes
- Dates de sortie :  Italie : 20 décembre 1990

## Distribution
- Carlo Verdone : Saverio
- Ornella Muti : Alice
- Sergio Castellitto : Filippo
- Paolo Paoloni : Monsignore
- Cinzia Leone : Gigliola
- Yvonne Sciò : Valentina
- Mariangela Giordano: la voyante
- John Karlsen (it) : le beau-père
- Cristina Quaranta (it) : une amie d'Alice
- Beatrice Palme (it) : Caterina
- Francesca D'Aloja : Chicca
- Gea Martire (it) : une employée de l'agence de voyage
- Chiara Aymonino : Chiara, la fille de Filippo et de Gigliola

## Distinctions

### Nominations
- David di Donatello du meilleur acteur dans un second rôle pour Sergio Castellitto en 1991.
- Ruban d'argent de la meilleure musique de film pour Vasco Rossi en 1991.
- Ciak d'oro de la meilleure bande sonore pour Vasco Rossi en 1991.